# Богуславский, Ирек Борисович
Ирек Борисович Богуславский (род. 9 сентября 1967, Казань) — российский предприниматель, государственный и политический деятель, депутат Государственной Думы V, VI и VII созывов. Член фракции «Единая Россия», член комитета по экономической политике, промышленности, инновационному развитию и предпринимательству.
Из-за поддержки российско-украинской войны — под санкциями 27 стран ЕС, Великобритании, США, Канады, Швейцарии, Австралии, Японии, Украины, Новой Зеландии.

## Краткая биография
Родился 9 сентября 1967 года в Казани.
В 1991 году получил высшее образование по специальности «Бухгалтерский учёт, контроль и анализ хозяйственной деятельности» окончив Казанский государственный финансово-экономический институт . В середине 1990-х годов стал акционером Казанского химкомбината имени М.Вахитова, ныне Нэфис Косметикс. В 1999 году является одним из совладельцев компании, работал финансовым директором ЗАО «Реал Транс Хайр», в том же году возглавил Совет директоров ОАО «Нэфис Косметикс». С 2004 года — входит в совета директоров, является совладельцем ОАО «Казанский жировой комбинат», с 2005 года — возглавляет совет директоров ОАО «Казанский маслоэкстракционный завод».
В 2013 году журнал Forbes в рейтинге «Власть и деньги. Рейтинг доходов федеральных чиновников 2013» определил Богуславского на 17 местом с доходом за год 389.8 млн руб. Как пояснил Forbes, Богуславский занимался различными бизнесами: торговал автомобилями, мехом, разливал вино. В 1990-е году скупив акции Казанского химического комбината создал на его основе компанию «Нэфис косметикс» (выпускает стиральные порошки, средства для мытья посуды и др.). В группу «Нэфис» также входит Казанский жировой комбинат (майонез, соус и кетчупы) и Казанский МЭЗ (растительное масло).
В 2007 году избрался депутатом Госдумы пятого созыва. В декабре 2011 года избран депутатом Госдумы шестого созыва. В сентябре 2016 года был вновь избран депутатом госдумы седьмого созыва.

## Законотворческая деятельность
С 2007 по 2019 год, в течение исполнения полномочий депутата Государственной Думы V, VI и VII созывов, выступил соавтором 238 законодательных инициатив и поправок к проектам федеральных законов.

## Международные санкции
23 февраля 2022 года внесён в санкционные списки стран Евросоюза за действия и политику, которые подрывают территориальную целостность, суверенитет и независимость Украины и ещё больше дестабилизируют Украину.
24 февраля 2022 года включён в санкционный список Канады «близких соратников режима» за голосование о признании независимости «так называемых республик в Донецке и Луганске».
24 марта 2022 года, на фоне вторжения России на Украину, включён в санкционный список США за «соучастие в войне Путина» и «поддержку усилий Кремля по вторжению в Украину», Госдеп США заявил что депутаты Госдумы используют свои полномочия для преследования инакомыслящих и политических оппонентов, нарушают свободу информации, ограничивают права человека и основные свободы граждан России.
По аналогичным основаниям, с 11 марта 2022 года находится под санкциями Великобритании. С 25 февраля 2022 года находится под санкциями Швейцарии. С 26 февраля 2022 года находится под санкциями Австралии. С 12 апреля 2022 года находится под санкциями Японии.Указом президента Украины Владимира Зеленского от 7 сентября 2022 находится под санкциями Украины. С 3 мая 2022 года находится под санкциями Новой Зеландии.

## Награды
- Медаль ордена «За заслуги перед Отечеством» II степени (31 июля 2012 года) — за большой вклад в развитие российского парламентаризма и активное участие в законотворческой деятельности[18]
- Благодарность Правительства Российской Федерации (15 июля 2010 года) — за заслуги в законотворческой деятельности и многолетнюю добросовестную работу[19]